# Italian Chapel

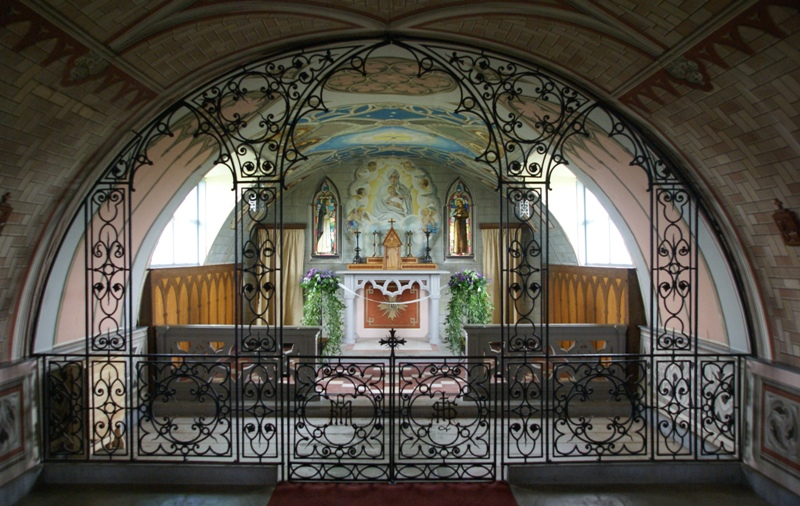
Het koor.

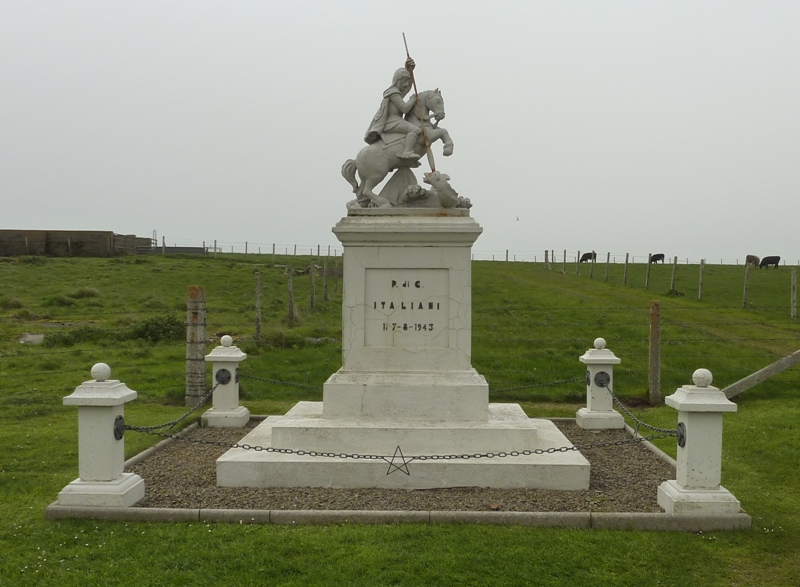
Standbeeld van Sint Joris en de draak.

De Italian Chapel (Italiaanse Kapel) is een twintigste-eeuwse kapel gebouwd door Italiaanse krijgsgevangenen, gelegen op Lamb Holm, een van de Schotse Orkney-eilanden.

## Geschiedenis
Tijdens de Tweede Wereldoorlog was op Lamb Holm het krijgsgevangenenkamp Camp 60 gevestigd. De krijgsgevangenen waren Italianen, gevangengenomen tijdens de Noord-Afrikaanse campagne. Zij moesten meehelpen om de Churchill Barriers aan te leggen, die de Britse vloot in Scapa Flow moesten beschermen tegen aanvallen uit het oosten. De krijgsgevangenen bouwden in hun kamp onder meer een theater en een recreatiehut. Domenico Chiocchetti maakte van cement een standbeeld van Sint Joris en de draak. Aan het einde van 1943 kregen de krijgsgevangenen de beschikking over twee Nissenhutten die zij mochten omvormen tot een kapel.
Op 9 september 1944 verlieten de krijgsgevangenen het kamp. Enkel Chiocchetti bleef langer om het doopvont af te maken.
Na de Tweede Wereldoorlog werd het kamp afgebroken, enkel het standbeeld van Joris en de draak en de kapel bleven gespaard. In 1958 werd een comité gevormd dat zich tot doel stelde de Italian Chapel te preserveren en te restaureren. In 1960 bezocht Chiocchetti de kapel en hielp mee bij de restauratie van de schilderingen.

## Bouw
De Italian Chapel bestaat uit twee in het verlengde geplaatste Nissenhutten. De kapel is west-oostelijk georiënteerd. Het ijzer van de hutten is bedekt met plasterwerk, waarbij de onderste delen uitzien als panelen. Het koor is gescheiden van het schip middels een ijzeren hek, gemaakt in vier maanden tijd door de smid Palumbi.
Het altaar, de koorbalustrade en de wijwaterbakjes zijn van cement.
Achter het altaar bevindt zich een afbeelding van Madonna met kind, geflankeerd door twee beschilderde ramen met voorstellingen van Sint Franciscus van Assisi en Sint Catharina van Siena. Boven het altaar bevinden zich fresco's met voorstellingen van onder meer de symbolen van de vier evangelisten.
De wanden van het schip zijn dusdanig beschilderd dat het lijkt alsof de muren van steen zijn.
Aan de voorzijde van de kapel bevindt zich een façade bestaande uit een boog ondersteund door cementen pilaren. Erboven bevindt zich een kleine klok. Op de boog zelf bevindt zich het hoofd van Christus, gemaakt in rode klei door Pennisi. Naast de ingang bevindt zich een afbeelding in hout van een gekruisigde Christus, in 1961 geschonken door het Italiaanse dorp Moena, waar Chiocchetti woonde.
Voor de kapel bevindt zich een standbeeld van Sint Joris en de draak, gemaakt van cement en prikkeldraad.

## Beheer
De Italian Chapel wordt beheerd door het Italian Chapel Preservation Committee.